# Hesperaloe parviflora subsp. bechtoldii
Hesperaloe parviflora subsp. bechtoldii (englischer Trivialname „Dwarf Hesperaloe“) ist eine Unterart der Pflanzenart Hesperaloe parviflora der Gattung Hesperaloe in der Familie der Agavengewächse. Der botanische Name ehrt Michael Bechtold einen Experten für Kakteen und Agaven.

## Beschreibung
Hesperaloe parviflora subsp. bechtoldii ist stammlos, rhizomatös und bildet kleine, variable Klumpen von 20 bis 40 cm Durchmesser. Die steifen aufrechten, grünen, fein rinnenförmigen, lanzettförmigen Laubblätter sind 20 bis 40 cm lang. Die weißen Randfasern sind 2 bis 4 cm lang.
Der aufrechte, unverzweigte Blütenstand wird 30 bis 80 cm lang. Er neigt sich bei voller Blüte zur Seite. Die lachsfarben, röhrenförmigen Blüten öffnen sich nicht weit und sind 25 bis 40 mm lang. Sie öffnen sich während des Tages und schließen abends. Die Blühperiode ist kurz von April bis Mai. Die Staubfäden sind 5 bis 16 mm lang und die Staubbeutel 2 bis 4 mm. Der Fruchtknoten ist während der Anthese 4 bis 8 mm lang und breit. Der 12 bis 18 mm lange Griffel ragt im Gegensatz zu den anderen Arten der Gattung aus der Blütenhülle heraus. 
Die bei Reife holzigen, geschnäbelten, eiförmigen bis länglichen Kapseln sind 25 bis 30 mm lang und 20 bis 30 mm breit. Die schwarzen Samen sind 8 bis 10 mm lang, 5 bis 7 mm breit und 1 mm dick. Die Samenreife ist von Juni bis Juli.

## Verbreitung und Systematik
Hesperaloe parviflora subsp. bechtoldii ist in Mexiko im Bundesstaat Coahuila auf flachen, sandigen Ebenen angesiedelt und ist nur vom Typstandort bekannt. Die Art wächst vergesellschaftet mit Agave lechuguilla, Agave havardiana, Echinocactus horizonthalonius, Echinocereus caespitosus und verschiedenen Opuntia-Arten.
Die gültige Beschreibung durch Fritz Hochstätter unter dem Namen Hesperaloe parviflora subsp. bechtoldii ist 2009 veröffentlicht worden.
Die Art ist in Deutschland bis minus 15 °C frosthart. Sie ist in Sammlungen kaum vertreten.

## Bilder

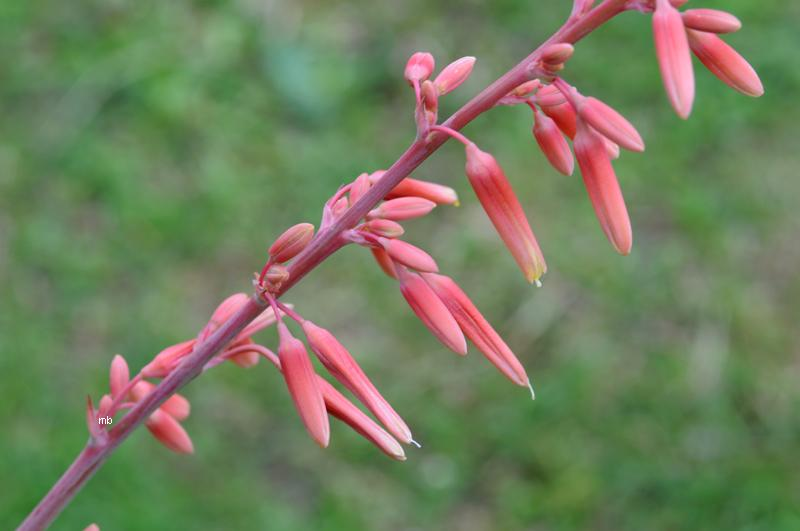
Blüten von Hesperaloe parviflora subsp. bechtoldii
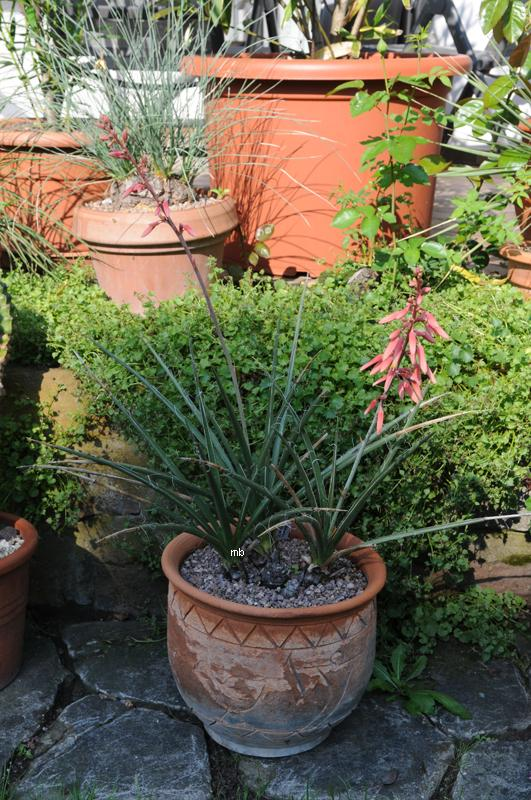
Hesperaloe parviflora subsp. bechtoldii in Kultur
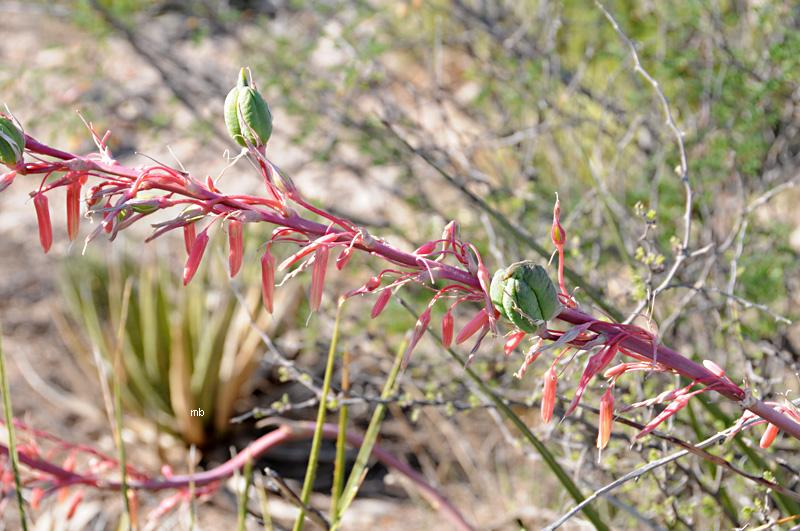
Hesperaloe parviflora subsp. bechtoldii mit Früchten